# Tarp
Tarp (im Dänischen früher auch Tarup) ist eine Gemeinde im Kreis Schleswig-Flensburg in Schleswig-Holstein. Das Unterzentrum Tarp ist Verwaltungssitz des Amtes Oeversee.

## Geografie
Das Gemeindegebiet von Tarp erstreckt sich südlich von Flensburg an beiden Ufern des Flusslaufs der Treene beim Übergang aus dem Naturraum Schleswig-Holsteinisches Hügelland (Haupteinheit Angeln (Nr. 700)) in den Naturraum Schleswiger Vorgeest (Haupteinheit Nr. 697).
Keelbek (Kjeldbæk oder auch Kilbæk), Kielswang (Kildevang) und Tornschau (Tornskov) liegen im Gemeindegebiet.
Direkt angrenzende Gemeindegebiete von Tarp sind:
|                              |                                             | Oeversee    |
| Wanderup, Jerrishoe, Eggebek | Kompassrose, die auf Nachbargemeinden zeigt | Sieverstedt |
| Langstedt                    |                                             |             |

## Geschichte
Tarp wurde im 13. Jahrhundert erstmals als tadorpp erwähnt. Bis zum Deutsch-Dänischen Krieg gehörte der Ort Tarp administrativ zum Kirchspiel Oeversee (dän. Oversø Sogn) innerhalb der Uggelharde. Kirchlich verblieb Tarp noch bis 1967 Teil der ev-luth. Gemeinde Oeversee. Die Orte Tornschau und Keelbek gehörten dem Kirchspiel Eggebek (Eggebæk Sogn) an.
Im 18. Jahrhundert wurden unter dem Einfluss des dänischen Königs Christian VI. zahlreiche Wallhecken (in Schleswig-Holstein „Knick“ genannt) auf der Geest und im Hügelland der Herzogtümer angelegt, um eine klare Abgrenzung gegen die Erosion der Felder zu erreichen. Noch heute prägen diese Knicks auch das Gemeindegebiet von Tarp.
Im Jahre 1956 wurde das Marinefliegergeschwader 2 in der Friedrich-Wilhelm-Lübke-Kaserne in Tarp stationiert. Im Jahre 2005 wurde es aufgelöst und seine Aufgaben teilweise durch das Geschwader in Jagel übernommen. 
Nach der Auflösung des Geschwaders wurde das Kasernen-Gelände zum Neubaugebiet „Schellenpark“ umfunktioniert.
Im Jahre 1970 wurde der Nachbarort Keelbek eingemeindet.

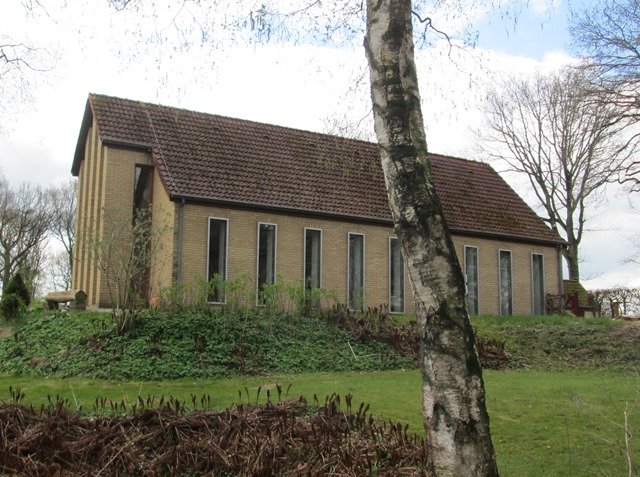
Dänische Kirche Tarp (Tarp danske kirke)

Im Jahre 1985 wurde die dänische Kirche (Tarp danske kirke), gelegen am nordöstlichen Ortrand zwischen Friedhof und Treene, eingeweiht.
Anfang der 1970er Jahre errichteten Investoren im Gewerbegebiet eine 1800 m² große Fabrikhalle zur Fertigung von Styropor, die 1987 zur Großraumdiskothek Fantasy (von Einheimischen kurz Fanta genannt) umfunktioniert wurde. Zu Konzerten, Techno-, Single-, Rock- und Schlagerparties in Deutschlands nördlichster Großraumdiskothek reisten regelmäßig bis zu 800 Besucher an, die teilweise sogar aus Flensburg und dem nahen Ausland kamen. Nachdem die Betreiber die Disko 2010 nach zweijähriger Schließung nochmals wiedereröffnet hatten, stand das Gebäude aus Gründen des Brandschutzes 2014 endgültig zum Verkauf; geplant ist eine Nutzung als Lagerhalle.

## Politik

### Gemeindevertretung
Bei der Kommunalwahl am 14. Mai 2023 wurden insgesamt neunzehn Sitze vergeben. Die CDU und die SPD erhielten je sieben Sitze und der SSW fünf Sitze.

### Bürgermeister
Bürgermeister von Tarp ist Peter Hopfstock von der SPD.

### Wappen
Das Wappen wurde am 27. Dezember 1954 genehmigt.
Blasonierung: „In Blau auf goldenem Wellenbalken eine herschauende goldene Eule in Seitenansicht.“
Der Wellenbalken im Wappen zeigt die Lage der Gemeinde Tarp mit dem 1970 eingemeindeten Ortsteil Keelbek an bzw. nahe der Treene an und betont damit die besondere Bedeutung des Flusses für den Ort. Als Nebenfluss der Eider war die Treene früher schiffbar und schon im Mittelalter ein oft genutzter Wasserweg. Außerdem gilt sie seit jeher als ein ergiebiges Fischgewässer mit erheblichem wirtschaftlichen Nutzen. Unabhängig von diesen geographischen Vorteilen war Tarp jedoch im Wesentlichen ein Bauerndorf. Die andere Figur des Tarper Wappens, die Eule, ist das traditionelle Zeichen der Uggelharde. Das dänische Wort „Ugle“ bedeutet „Eule“. Als Wahrzeichen bestimmte das Bild der Eule das Siegel der Uggelharde als der für Tarp bis 1867 zuständigen Verwaltungskörperschaft. Die Farben Blau und Gold sind die Farben des Landesteils Schleswig.
Das Wappen wurde von dem Brunsbütteler Heraldiker Willy „Horsa“ Lippert gestaltet.

### Flagge
Die Flagge wurde am 1. Februar 1967 genehmigt.
Die Flagge zeigt inmitten eines gelben, oben und unten von je einem schmalen, blauen Streifen begrenzten Feldes das Wappen der Gemeinde etwas zur Stange hin verschoben.

## Religion
In Tarp bestehen Kirchengemeinden der Evangelisch-Lutherischen Kirche in Norddeutschland (Versöhnungskirche), der Katholischen Kirche (St. Martin) und der ebenfalls evangelischen Dänischen Kirche in Südschleswig (Tarp Danske Kirke).

## Kultur und Sehenswürdigkeiten

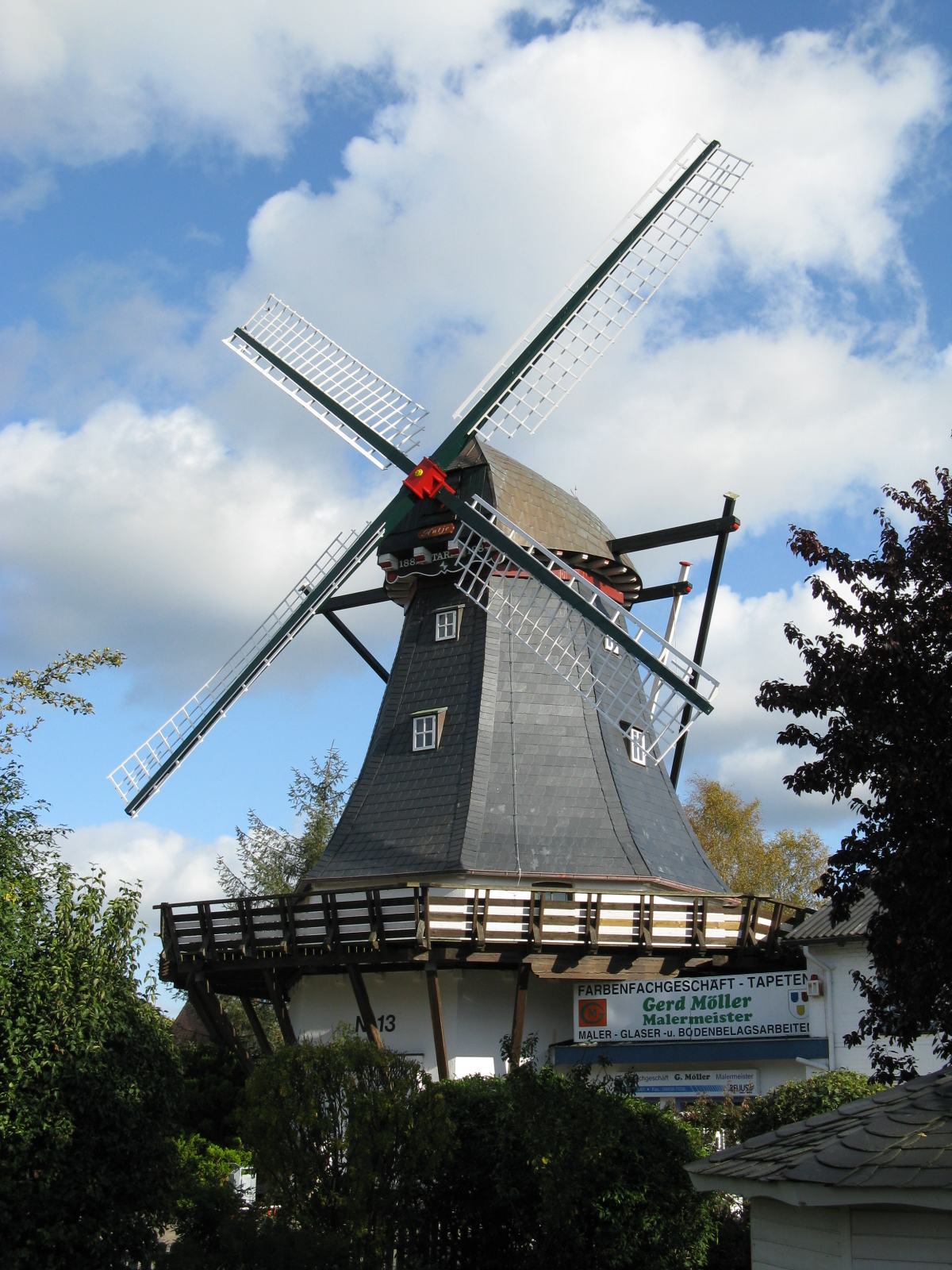
Galerieholländerwindmühle Antje von 1882

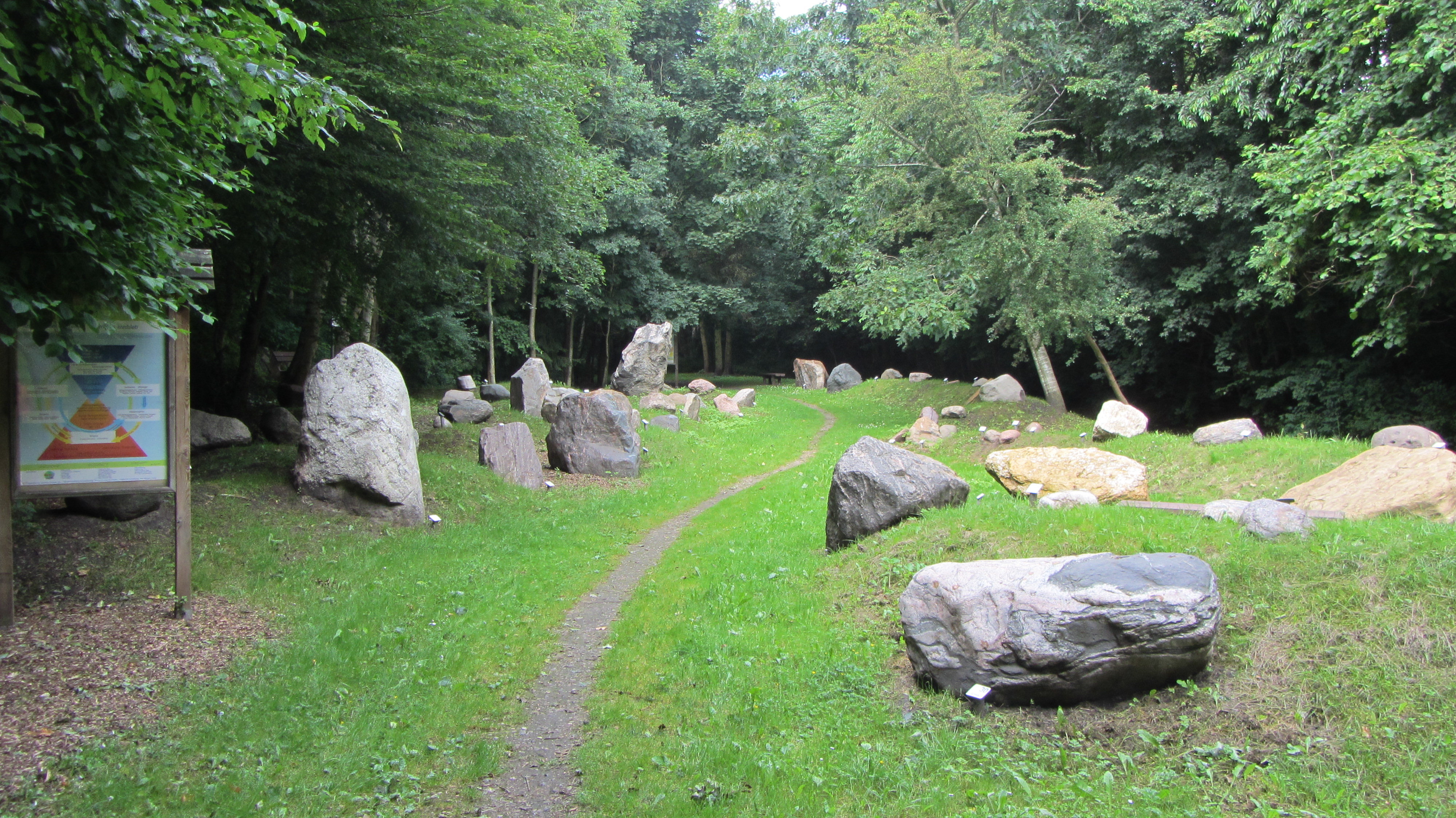
Findlingsgarten

In Tarp befindet sich zudem die Galerieholländerwindmühle Antje aus dem Jahr 1882, die nach der Ehefrau eines Malermeisters benannt wurde. In der Mühle haben eine mühlengeschichtliche und eine Ausstellung über Vor- und Frühgeschichte ihren Sitz. In der Mühle wurde im Jahre 2008 ein Trauzimmer eingerichtet.
In einem Findlingsgarten befinden sich 72 Steine, die mit Schildern versehen sind. Diese Schilder informieren über Herkunft, Material und Ursprung der Findlinge. Ebenfalls Teil der Grünanlage sind ein nachgebauter Steinkreis mit Steinpackung, ein nachgebautes Hügelgrab mit Baumsarg und ein ebenfalls nachgebautes Steinkammergrab.
Die Handballmannschaften der HSG Tarp-Wanderup spielen in der Regional-, Bezirks- und Oberliga. 2013 stieg die erste Männermannschaft in die 2. Bundesliga auf. Die HSG Tarp-Wanderup veranstaltet jährlich den Eulencup, ein regionales Handballturnier.
Im Jahr 1999 erfolgte eine Zusammenlegung der Fußballsparten des TSV Tarp und TSV Oeversee. Die Fußballmannschaften spielten bis zum Sommer 2023 in der Spielgemeinschaft FC Tarp/Oeversee. Es folgte im Sommer 2023 der Zusammenschluss der Fußballsparten vom FC Tarp-Oeversee und TSV Großsolt-Freienwill zum Verein Rot Blau Obere Treene.

## Wirtschaft und Infrastruktur

### Bildung
- Alexander-Behm-Schule

Die Alexander-Behm-Schule ist eine Gemeinschaftsschule mit offener Ganztagsschule, die man zurzeit von der ersten bis zur zehnten Klasse besuchen kann. Seit dem Schuljahr 2014/2015 gibt es eine Oberstufenklasse (11. Jahrgang) einer im Aufbau befindlichen Oberstufe in Kooperation mit dem BBZ Schleswig. Die Alexander-Behm-Schule ist eine von 62 Schulen die bis 2024 in das PerspektivSchul-Programm Schleswig-Holsteins aufgenommen wurde und gilt damit als Brennpunkt-Schule.
- Förderzentrum
- Trene-Skolen (Sechsstufige dänische Grundschule)

### Verkehr

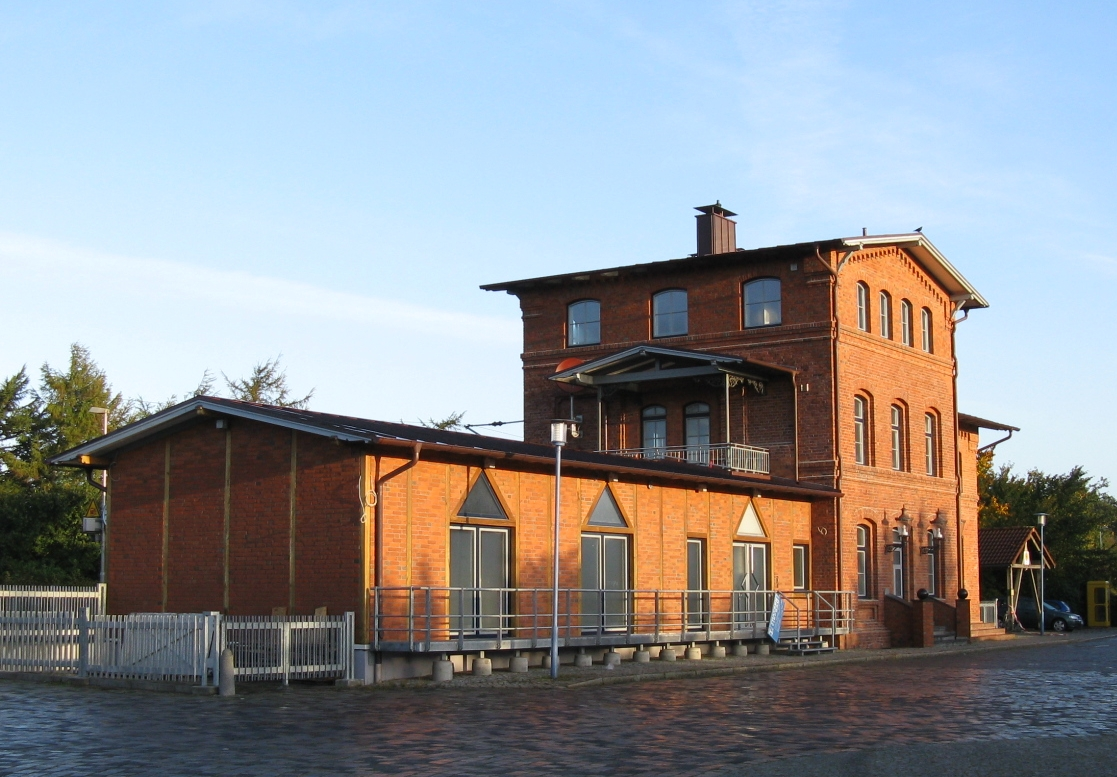
Empfangsgebäude des Bahnhaltepunktes Tarp an der Bahnstrecke Neumünster–Flensburg

Der Haltepunkt Tarp liegt an der Bahnstrecke Neumünster–Flensburg. Hier hält stündlich der RE 7 nach Hamburg Hauptbahnhof und Flensburg. 2020 wurde ein P+R-Parkplatz am Bahnhof errichtet, nachdem die Bahnsteige 2019 erhöht worden waren.
Die Buslinie 860 verbindet Tarp unter der Woche stündlich mit Flensburg und Eggebek.
Über die Landesstraße 15 hat Tarp Anschluss an die Bundesstraße 200 und die Bundesautobahn 7.

## Persönlichkeiten
Der Erfinder des Echolots, Alexander Behm (1880–1952), hat bis zu seinem Tod im Jahr 1952 in Tarp gelebt. Sein damaliges Haus, die sogenannte Behmhütte, ist noch heute im Treenetal zu besichtigen. Im Ort ist ein Schulzentrum nach ihm benannt.
Der SSW-Politiker Mats Rosenbaum lebt in Tarp.

## Varia
Eine Kurzgeschichte von Heinz Strunk trägt den Titel Kjell aus Tarp und handelt von dem 27-jährigen Computerspezialisten Kjell aus Tarp.